# Toloxis
Toloxis là một chi rêu trong họ Meteoriaceae.